# أناتول ليتفاك
أناتول ليتفاك (بالروسية: Анато́ль Литва́к)‏ (21 مايو 1902 - 15 ديسمبر 1974) هو مخرج ليتواني أمريكي مولود في أوكرانيا، كتب وأخرج وأنتج أفلامًا في مختلف البلدان واللغات. بدأ تدريبه المسرحي في سن 13 في بتروغراد.
كان ليتفاك بارزًا في توجيه الممثلين الأجانب غير المعروفين إلى الشهرة المبكرة، وغالبًا ما فازوا بجوائز الأوسكار. في عام 1936، أخرج فيلم مايرلينغ، وهو الفيلم الذي جعل تشارلز بوير ودانييل داريو نجومًا عالميين. أعاد شعبية النجمة السويدية إنغريد بيرغمان مع الجماهير الأمريكية في عام 1956 من خلال فيلم أناستازيا، والذي فازت من خلاله بجائزة الأوسكار. منح إخراجه أوليفيا دي هافيلاند ترشيحًا لجائزة الأوسكار عن أدائها في فيلم ذا سنيك بيت في عام 1948. أخرج أيضًا فيلم ظهر فيه جان غابين لأول مرة على الشاشة، وأخرج أيضًا فيلم سيتي فور كونكويست لأول أدوار إيليا كازان.
أخرج ليتفاك فيلم كونفيشين أوف آ نازي سباي عام 1939 من بطولة إدوارد ج. روبنسون، واستخدم فيه لقطات إخبارية فعلية مأخوذة في المسيرات الأمريكية النازية. بصفته لاجئًا من ألمانيا النازية، كان ليتفاك من بين المخرجين القلائل الذين حاولوا فتح عيون هوليود أمام التهديد الذي تشكله ألمانيا على أوروبا والعالم.
خلال الحرب العالمية الثانية، جمع وشارك في إخراج أفلام وثائقية مع فرانك كابرا، بما في ذلك أفلام واي وي فايت. فاز فيلمه باتل أوف رشا عام 1943، الذي أخرجه بنفسه، بجوائز كثيرة ورُشح لجائزة الأوسكار. بسبب قدرة ليتفاك على التحدث بالروسية والألمانية والفرنسية، أشرف على تصوير إنزال النورماندي. صور أيضًا حربًا جوية مع القوات الجوية الأمريكية الثامنة. لجهوده التطوعية في زمن الحرب، أنهى الحرب برتبة عقيد، وحصل على جوائز خاصة من حكومات فرنسا وبريطانيا والولايات المتحدة.

## سنواته الأولى
ولد ميخائيل أناتول ليتفاك في كييف، محافظة كييف، في الإمبراطورية الروسية، نشأ ليتفاك في عائلة يهودية ليتوانية. (تعني كلمة ليتفاك الليتواني في اللغة اليديشية).
عندما كان مراهقًا، عمل في مسرح في سان بطرسبرغ وتلقى دروسًا في التمثيل في مدرسة الدراما الحكومية. عمل ليتفاك مع استوديوهات نوردكينو في لينينغراد حيث كان مساعد مخرج في تسعة أفلام صامتة. لأسباب سياسية وأيديولوجية، وخاصة بسبب تأميم المسارح الروسية في عشرينيات القرن العشرين، فر من روسيا إلى برلين في عام 1925.

## مخرج في أوروبا

### ألمانيا
كان فيلم ليتفاك الأول بصفته مخرجًا الفيلم الموسيقي دولي غيتس أهيد 1930 مع دولي هاس. أتبع ذلك الفيلم بفيلمين مع ليليان هارفي، نو مور لاف 1931 وكاليه دوفر 1931.
نفذ فيلم ليلاك 1932 في فرنسا ثم عاد إلى ألمانيا من أجل فيلم ذا سونغ أوف نايت 1932، وصور في نفس الوقت نسخةً باللغة الإنجليزية، تيل مي تونايت 1932. ذهب إلى إنجلترا لإخراج سليبينغ كار 1933 مع إيفور نوفيلو.

### فرنسا
بعد وصول أدولف هتلر إلى السلطة عام 1933، انتقلت ليتفاك إلى فرنسا. أصبحت باريس لاحقًا موقعه المفضل لتصوير الأفلام؛ إذ أخرج ثلاثة عشر من أفلامه السبعة والثلاثين هناك.
أخرج سيت فييه كانيل 1933 وفلايت عن داركنيس 1935.
وفقًا لمؤرخ الأفلام رونالد باورز، أصبح ليتفاك ماهرًا في استخدام تصوير المواقع والتأثيرات الوثائقية الواقعية في أوائل الثلاثينيات. اشتهر أيضًا في صناعة الأفلام بتأكيده على المؤثرات الصوتية على الحوار في الأفلام الصوتية، فضلًا على إبقاء الكاميرا تعمل مع تتبع اللقطات والحركة. شهد تفضيله لتحقيق الحركة في التصوير استخدام مشاهد مرتفعة، حيث يجلس مع المصور.

#### مايرلينغ
يرجع الفضل إلى فيلم مايرلينغ 1936 الذي أدى بطولته تشارلز بوير ودانييل داريو، في تأسيس سمعة ليتفاك الدولية كمنتج ومخرج، مع امتداح النقاد للفيلم على نطاق واسع. وصفت بعض المراجعات الفيلم بأنه إحدى أكثر قصص الحب قهرًا التي أنتجتها السينما ومأساة رومانسية على أعلى مستوى. ادعى الكاتب الأمريكي لينكولن كيرستين أن الفيلم أصبح معيارًا للفيلم الرومانسي في نطاق تاريخي. في وصفه لأسلوب ليتفاك السينمائي في الفيلم، كتب الناقد جاك إدموند نولان أن الفيلم مليء بتتبعات الكاميرا والحركات والانقضاضات، وهي تقنيات أصبحت فيما بعد علامة تجارية لشركة ماكس أوفلوس.

## هوليوود والحرب العالمية الثانية

### وارنر برذرز
جلب النجاح العالمي لفيلم مايرلينغ دعوات لليتفاك من هوليوود، بما في ذلك تقديم عرض له لمدة أربع سنوات من شركة وارنر براذرز. بقبوله للعقد، أصبح ليتفاك واحدًا من كبار مخرجي هوليود في أواخر الثلاثينيات.
أخرج أفلامًا مثل ذا وومان آي لاف 1937 وتوفاريش 1937 مع بوير، وهو فيلم كوميدي يحتفل بالقيم القديمة للارستقراطية الروسية المدمرة وذا أميزينغ دكتور. سليترهاوس 1938 وذا سيسترز 1938 مع بيت ديفيس وإيرول فلين.
أيضًا مع وارنر براذرز، أخرج فيلم كونفيشينس أوف آ نازي سباي، وهو فيلم أنتج عام 1939 من بطولة إدوارد ج. روبنسون بدور عميل في مكتب التحقيقات الفيدرالي الذي خرق عصابة تجسس نازية. كان من بين التقنيات التي استخدمها في الفيلم لتحقيق الواقعية إدراج لقطات إخبارية حقيقية من المسيرات الأمريكية النازية. بينما كانت القصة خيالية، كانت أساليب التجسس التي كشفت عنها واقعيةً وحقيقية، ما أدى إلى اعتباره الفيلم الأكثر قوةً وإثارةً على الشاشة. ومع ذلك، حُظر الفيلم في ألمانيا وإيطاليا وإسبانيا وكذلك في بلدان محايدة مثل سويسرا وأيرلندا.

## وصلات خارجية
- أناتول ليتفاك على موقع IMDb (الإنجليزية)
- أناتول ليتفاك على موقع الموسوعة البريطانية (الإنجليزية)
- أناتول ليتفاك على موقع مونزينجر (الألمانية)
- أناتول ليتفاك على موقع ألو سيني (الفرنسية)
- أناتول ليتفاك على موقع تيرنر كلاسيك موفيز (الإنجليزية)
- أناتول ليتفاك على موقع أول موفي (الإنجليزية)
- أناتول ليتفاك على موقع قاعدة بيانات الأفلام السويدية (السويدية)
- أناتول ليتفاك على موقع إن إن دي بي (الإنجليزية)
- أناتول ليتفاك على موقع قاعدة بيانات الفيلم (الإنجليزية)
- أناتول ليتفاك على موقع كينوبويسك (الروسية)
- Anatole Litvak في قاعدة بيانات الأفلام على الإنترنت